# Hans Wichmann (Leichtathlet)

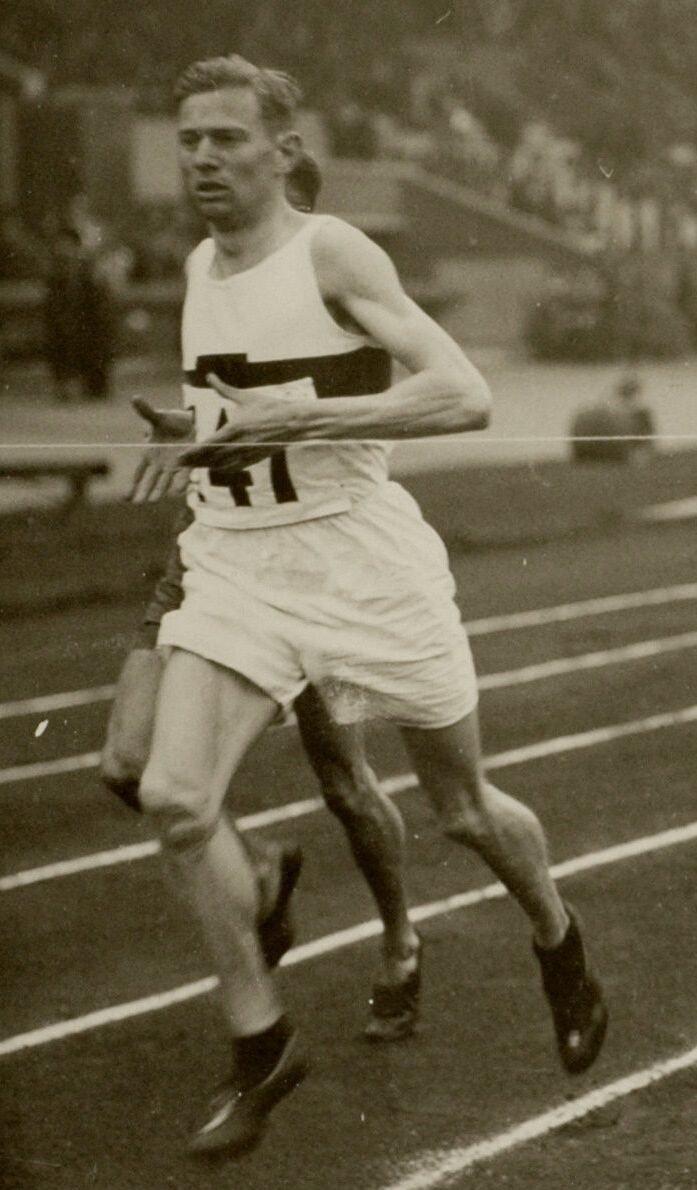
Hans Wichmann (1928)

Hans-Georg Wichmann (* 28. Januar 1905 in Berlin-Neukölln; † 23. September 1981 in Inzell) war ein deutscher Leichtathlet.
Der Mittelstreckenläufer wurde bei den Olympischen Spielen 1928 in Amsterdam im 1500-Meter-Lauf Vierter.
Über dieselbe Distanz kam er bei den deutschen Leichtathletik-Meisterschaften fünfmal hintereinander aufs Treppchen: 1928, 1929, und 1932 siegte er, 1930 wurde er Dritter und 1931 Zweiter.
Auch mit den Staffeln des SC Charlottenburg war er erfolgreich: 1931 wurde er mit der 3 × 1000-m-Staffel Deutscher Meister. Mit der seinerzeit ebenfalls ausgetragenen 4 × 1500-m-Staffel erreichte er 1931 und 1932 den ersten Platz und wurde 1930 Zweiter.
Hans Wichmann startete für den Karlshorster TV Berlin und den SC Charlottenburg.